# 皆実町六丁目停留場
皆実町六丁目停留場（みなみまちろくちょうめていりゅうじょう、皆実町六丁目電停）は、広島市南区皆実町にある広島電鉄の路面電車停留場。駅番号はU09。
宇品線および当停留場を終点とする皆実線が接続する。

## 歴史
当停留場は1935年（昭和10年）に宇品線の停留場として開設された。ただし当地にはそれより前に宇品線の路線が乗り入れており、停留場が設けられていた。ここではその停留場についても取り扱う。
宇品線は1912年（大正元年）に紙屋町停留場から御幸橋の西詰にある御幸橋停留場までの区間が開通、橋の東側の当地で電車が運行されるようになったのは1915年（大正4年）のことである。ただし当時は御幸橋上の軌道は通じておらず、前述の区間と橋の東詰から宇品までの区間とに分かれていた。橋の東詰には御幸橋東詰停留場（みゆきばしひがしづめていりゅうじょう）が置かれ、御幸橋停留場との間で橋を渡る徒歩連絡が行われていた。また御幸橋東詰から宇品までの軌道は京橋川の東岸、宇品地区の西堤防沿いに敷かれており、全線が単線であった。
2つの区間が軌道によって結ばれたのは1919年（大正8年）のことである。徒歩連絡の必要がなくなった後も御幸橋東詰停留場は存置され、1927年（昭和2年）ころには専売局前停留場（せんばいきょくまえていりゅうじょう）に改称された。名前の通り停留場前には専売局（のちの日本たばこ産業広島工場）が置かれていた。
西堤防沿いに敷かれていた軌道は1935年（昭和10年）に東にある宇品通り上に移設され、専売局前停留場はこのとき廃止された。そして同日新線上に開設されたのが当停留場である。当時の停留場名は皆実町停留場（みなみまちていりゅうじょう）であった。皆実線が開業し2路線が分岐する停留場となったのは太平洋戦争下の1944年（昭和19年）で、停留場名はこのとき皆実町三丁目停留場（みなみまちさんちょうめていりゅうじょう）に改称したとされる。しかしその翌年の1945年（昭和20年）8月6日、原爆投下により市内電車は全線が休止される。それでも宇品線は当停留場を含む電鉄前から向宇品までの区間が同月中に復旧、皆実線は遅れて1948年（昭和23年）に全線が復旧した。停留場名は戦後まもなく専売局前停留場、1949年（昭和24年）ころに専売公社前停留場（せんばいこうしゃまえていりゅうじょう）と相次いで改称された。その後1962年（昭和37年）ころに再び皆実町三丁目に改称され、皆実町六丁目と称するようになったのは1971年（昭和46年）からのことである。

### 年表
- 1915年（大正4年）4月3日：宇品線の御幸橋東詰 - 宇品間が開通、御幸橋東詰停留場と御幸橋停留場の間は徒歩連絡を実施[5]。
- 1919年（大正8年）5月25日：軌道専用橋の完成により御幸橋 - 御幸橋東詰間が開通[5]。
- 1927年（昭和2年）ころ：御幸橋東詰停留場が専売局前停留場に改称[5]。
- 1935年（昭和10年）12月27日：専売局前 - 宇品間が旧線から新線に移設[5]。旧線の専売局前停留場が廃止され、新線上に皆実町停留場が開業[2]。
- 1944年（昭和19年）12月27日：皆実線が開業し接続[5]、皆実町三丁目停留場に改称[2]。
- 1945年（昭和20年）
  - 8月6日：広島市への原子爆弾投下により、運行休止[5]。
  - 8月18日：宇品線の電鉄前 - 向宇品口が複線で復旧[5]。
- 時期不詳：専売局前停留場となる[2]。
- 1948年（昭和23年）7月1日：皆実線の運行を再開[5]。
- 1949年（昭和24年）ごろ：専売公社前停留場に改称[2]。
- 1962年（昭和37年）ごろ：皆実町三丁目停留場に再改称[2]。
- 1971年（昭和46年）5月1日ごろ：皆実町六丁目停留場に改称[2]。
- 1996年（平成8年）10月：駅番号制定に伴い、宇品線に「U9」、皆実線に「H9」を付与[8]。
- 2008年（平成20年）9月：皆実線ホームに上屋を増設[9]。
- 2025年（令和7年）8月3日：駅番号を「U09」へ統一[10]。

## 停留場構造
広島電鉄の市内線はほぼすべての区間で道路上に軌道が敷かれた併用軌道であり、当停留場も宇品通りと千田通りが交差する皆実町交差点の上に軌道が敷かれている。交差点から南と西方向へ宇品線、北方向へ皆実線が通じ、3方向の線路は相互に接続してデルタ線を形成している。ホームは低床式で、交差点の西側（皆実町六丁目に所在）に宇品線ホーム、北側（皆実町三丁目および皆実町五丁目に所在）に皆実線ホームがある。いずれも2面のホームが2本の線路を挟み込むように向かい合って配置された相対式ホームである。
デルタ線の一辺、西方向と北方向を結ぶ線路は営業運行では使用されないが、千田車庫から回送されて当停留場が始発・終着の5号線となる電車が存在しており、回送線としては日常的に使用される。また、1958年（昭和33年）の広島復興大博覧会の際には臨時系統として広島駅 - 比治山下 - 皆実町六丁目 - 鷹野橋 - 八丁堀 - 広島駅の循環線が運行され、このとき営業列車が使用したという事例もある。

### 運行系統
当停留場には広島電鉄で運行される系統のうち1号線、5号線、7号線、それに0号線が乗り入れる。当停留場を経由して皆実線と宇品線を結ぶのは5号線で、それ以外の系統は宇品線のみを使用する。広島電鉄が定める乗換え指定電停の一つであり、当停留場で行先の異なる電車どうしを乗り継ぐことができる。
広島駅へ行くには1号線と5号線が利用できるが、5号線のほうが所要時間が短い。
| 宇品線上りホーム （紙屋町方面） | 1号線         | （八丁堀経由）広島駅ゆき           |
| 宇品線上りホーム （紙屋町方面） | 7号線         | （十日市町経由）横川駅ゆき         |
| 宇品線上りホーム （紙屋町方面） | 0号           | 広電本社前ゆき                     |
| 宇品線下りホーム                | 1号線 · 7号線 | 広島港（宇品）ゆき                 |
| 皆実線下りホーム                | 5号線         | 広島港（宇品）ゆき・宇品二丁目ゆき |
| 皆実線下りホーム                | 5号線         | 当停留場止まり                     |
| 皆実線上りホーム                | 5号線         | （比治山下経由）広島駅ゆき         |

## 利用状況
各年度の「移動等円滑化取組報告書（軌道停留場）」によると、近年の1日平均乗降人員は以下の通りである。
| 年度                | 1日平均乗降人員 | 1日平均乗降人員 |
| 年度                | 宇品線          | 皆実線          |
| ------------------- | --------------- | --------------- |
| 2019年（令和 元年） | 3,498           | 1,222           |
| 2020年（令和02年）  | 2,406           | 1,191           |
| 2021年（令和03年）  | 2,692           | 1,061           |
| 2022年（令和04年）  | 2,853           | 1,167           |
| 2023年（令和05年）  | 2,981           | 1,209           |
| 2024年（令和06年）  | 3,042           | 1,187           |

## 停留場周辺
停留場は京橋川に架かる御幸橋の東にあり、北側には猫田記念体育館やゆめタウン広島が隣接する。ゆめタウン広島は2008年（平成20年）に開業したショッピングセンターで、日本たばこ産業広島工場の跡地を利用している。
- 大学湯

## バス路線
千田通り沿いに「皆実町6丁目」バス停があり、広電バス・広島バス・広島交通が停車する。
皆実町6丁目 バス停（県病院前方面）
- 12（広電バス） 県病院前・仁保沖町方面
- 301 まちのわループ 左回り（広電バス・広島バス・広島交通） 県病院前・旭町方面
- 21-1（広島バス） 宇品線（広島バス） 広島港方面 平日夕方の1便のみ

皆実町6丁目 バス停（御幸橋方面）
- 12（広電バス） 八丁堀方面
- 302 まちのわループ 右回り（広電バス・広島バス・広島交通） 日赤病院前・富士見町方面
- 21-1 宇品線（広島バス） 紙屋町方面 平日朝の1便のみ

## 隣の停留場
広島電鉄
宇品線
御幸橋停留場 (U08) - 皆実町六丁目停留場 (U09) - 広大附属学校前停留場 (U10)
皆実線
皆実町二丁目停留場 (H05) - 皆実町六丁目停留場 (U09)